# Dennis Price
Dennistoun Franklyn John Rose-Price (* 23. Juni 1915 in Ruscombe, Berkshire; † 6. Oktober 1973 auf Guernsey) war ein britischer Schauspieler, am bekanntesten durch seine Hauptrolle in der Komödie Adel verpflichtet. Sein filmisches Schaffen umfasst über 150 Film- und Fernsehproduktionen zwischen 1938 und seinem Tod.

## Leben
Er wurde unter dem Namen Dennistoun Franklyn John Rose-Price in Ruscombe geboren und studierte in Oxford. Später wurde er Schauspieler und diente zwei Jahre, von 1940 bis 1942, als Soldat.  Danach hatte er 1944 seine erste Filmrolle in A Canterbury Tale unter Regie von Michael Powell und Emeric Pressburger. Im britischen Nachkriegskino konnte er sich in Hauptrollen etablieren. Am bekanntesten dürfte seine Darstellung des weltmännisch-charmanten Mörders Louis Mazzini in der schwarzen Komödie Adel verpflichtet sein.
Im Privatleben war Price von 1939 bis 1950 mit der Schauspielerin Joan Schofield verheiratet. Miteinander hatten sie zwei Kinder. In einer Epoche, in der Homosexualität kriminalisiert wurde, hatte er jedoch Schwierigkeiten damit, ein äußerlich konventionelles Leben zu führen und seine sexuelle Orientierung verbergen zu müssen. Am 19. April 1954 versuchte Price, in seinem Londoner Wohnsitz durch Gas Selbstmord zu begehen. Öffentliche Sympathiebekundungen führten danach zu einem Wiederaufleben seiner Popularität und auch zu einer größeren Zahl an Filmangeboten.
Sein Privatleben bereitete ihm jedoch weiterhin Kummer, und als überdies der Versuch, in Hollywood Fuß zu fassen, scheiterte, wandte sich Price verstärkt dem Glücksspiel und vor allem dem Alkohol zu, was wiederum Auswirkungen auf seine Gesundheit, sein Aussehen und seine beruflichen Erfolge hatte. Möglicherweise war es eine Konsequenz aus seinen privaten Problemen, dass er 1961 eine Rolle in dem seinerzeit kontroversen Film Victim spielte, der das Dilemma einer Gruppe schwuler Männer aufzeigte, die wegen ihrer sexuellen Orientierung erpresst wurden.
1966 meldete Price Insolvenz an und verlegte seinen Wohnsitz auf die als Steueroase geltende Insel Sark, was er mit dem ihm eigenen Witz als „strategischen Rückzug“ beschrieb. Ab diesem Zeitpunkt verschlimmerte sich sein Alkoholismus so sehr, dass sich sein Allgemeinzustand immer weiter verschlechterte. Er trat nur noch in minderwertigen Produktionen auf.
Price starb 1973 im Alter von nur 58 Jahren auf Guernsey an einer Herzinsuffizienz, die durch eine Schenkelhalsfraktur verkompliziert wurde. Er wurde im Foulon Vale Crematorium auf Guernsey eingeäschert und seine Asche vor der Kirche St. Peter auf Sark begraben, nahe dem Gräberfeld der Seigneurs de Sercq.

## Filmografie (Auswahl)
- 1938: Lady Precious Stream (Fernsehfilm)
- 1938: No Parking
- 1944: A Canterbury Tale
- 1945: Es blieb etwas zurück (A Place of One’s Own)
- 1946: Gefährliche Reise (Caravan)
- 1946: Paganini (The Magic Bow)
- 1947: Der kupferne Berg (Hungry Hill)
- 1947: Der perfekte Mörder (Dear Murderer)
- 1947: Viel Vergnügen (Holiday Camp)
- 1947: Zigeunerblut (Jassy)
- 1947: Die Weber von Bankdam (Master of Bankdam)
- 1947: Symbol des Glücks (The White Unicorn)
- 1948: Toto-Glück (Easy Money)
- 1948: Tanz in den Abgrund (Good-Time Girl)
- 1949: Vom sündigen Poeten (The Bad Lord Byron)
- 1949: Adel verpflichtet (Kind Hearts and Coronets)
- 1950: Das tanzende Wien (The Dancing Years)
- 1950: Mord ohne Mörder (Murder Without Crime)
- 1951: Der wunderbare Flimmerkasten (The Magic Box)
- 1951: Maxie macht Karriere (Lady Godiva Rides Again)
- 1954: Glück auf Raten (For Better, for Worse)
- 1954: Tödliche Geschäfte (Time Is My Enemy)
- 1955: Die Dame des Königs (That Lady)
- 1955: Fledermaus 1955 (Oh… Rosalinda!!)
- 1956: Der beste Mann beim Militär (Private’s Progress)
- 1956: Port Afrika (Port Afrique)
- 1957: Am seidenen Faden (Fortune Is a Woman)
- 1957: Die nackte Wahrheit (The Naked Truth)
- 1959: Verrat in Camp 127 (Danger Within)
- 1959: Junger Mann aus gutem Haus (I’m All Right Jack)
- 1960: Oscar Wilde
- 1960: Einst ein Held (Tunes of Glory)
- 1960: Die Millionärin (The Millionairess)
- 1961: Und morgen alles (No Love for Johnnie)
- 1961: Schöne Witwen sind gefährlich (Five Golden Hours)
- 1961: Der Rebell (The Rebel)
- 1961: Das Hausboot (Double Bunk)
- 1961: Leiche auf Urlaub (What a Carve Up!)
- 1961: Der Teufelskreis (La Victime)
- 1962: Diebe haben Vorfahrt (Go to Blazes)
- 1962: Die Küchenbullen (The Pot Carriers)
- 1963: Kein Schloss ist vor ihm sicher (The Cracksman)
- 1963: Doktor in Nöten (Doctor in Distress)
- 1963: Picknick um Mitternacht (Tamahine)
- 1963: Hotel International (The V.I.P.s)
- 1964: Kollege stirbt gleich (A Jolly Bad Fellow)
- 1964: Vier Frauen und ein Mord (Murder Most Foul)
- 1964: Die Karriere des Chick B. (The Comedy Man)
- 1965: Sturm über Jamaika (A High Wind in Jamaica)
- 1965: Geheimnis im blauen Schloß (Ten Little Indians)
- 1965–1967: The World of Wooster (Fernsehserie, 20 Folgen)
- 1967: Tolldreiste Kerle in rasselnden Raketen (Jules Verne’s Rocket to the Moon)
- 1968: Mit Schirm, Charme und Melone (The Avengers, Fernsehserie, Folge 7x06)
- 1968: Sherlock Holmes (Fernsehserie, Folge 2x08)
- 1969: Gänsehaut (The Haunted House of Horror)
- 1969: Paroxismus (Venus in Furs)
- 1969: Magic Christian (The Magic Christian)
- 1970: Die eine will’s, die andere nicht (Some Will, Some Won’t)
- 1970: Frankensteins Schrecken (The Horror of Frankenstein)
- 1971: Vampyros Lesbos – Erbin des Dracula
- 1971: Draculas Hexenjagd (Twins of Evil)
- 1971: Jason King (Fernsehserie, 2 Folgen)
- 1972: Callan (Fernsehserie, Folge 4x07)
- 1972: Der Turm der lebenden Leichen (Tower of Evil)
- 1972: Malta sehen und sterben (Pulp)
- 1972: Die Nacht der offenen Särge (Drácula contra Frankenstein)
- 1972: Alice im Wunderland (Alice’s Adventures in Wonderland)
- 1972: Crazy Movie – Das große Lachen (Go for a Take)
- 1972: Ein Begräbnis 1. Klasse (That’s Your Funeral)
- 1972–1973: Gene Bradley in geheimer Mission (The Adventurer, Fernsehserie, 3 Folgen)
- 1973: Theater des Grauens (Theatre of Blood)
- 1973: Son of Dracula
- 1973: Eine Jungfrau in den Krallen von Frankenstein (Les expériences érotiques de Frankenstein)
- 1973: Frankensteins Horror-Klinik (Horror Hospital)